# Jelena Wladimirowna Petuschkowa
Jelena Wladimirowna Petuschkowa (russisch Елена Владимировна Петушкова; * 17. November 1940 in Moskau; † 8. Januar 2007 ebenda) war eine russische Dressurreiterin, Sportfunktionärin und Biochemikerin. Sie wurde 1970 Dressurweltmeisterin in der Einzel- und in der Mannschaftswertung sowie zwei Jahre später Olympiasiegerin mit der sowjetischen Dressurmannschaft.

## Leben

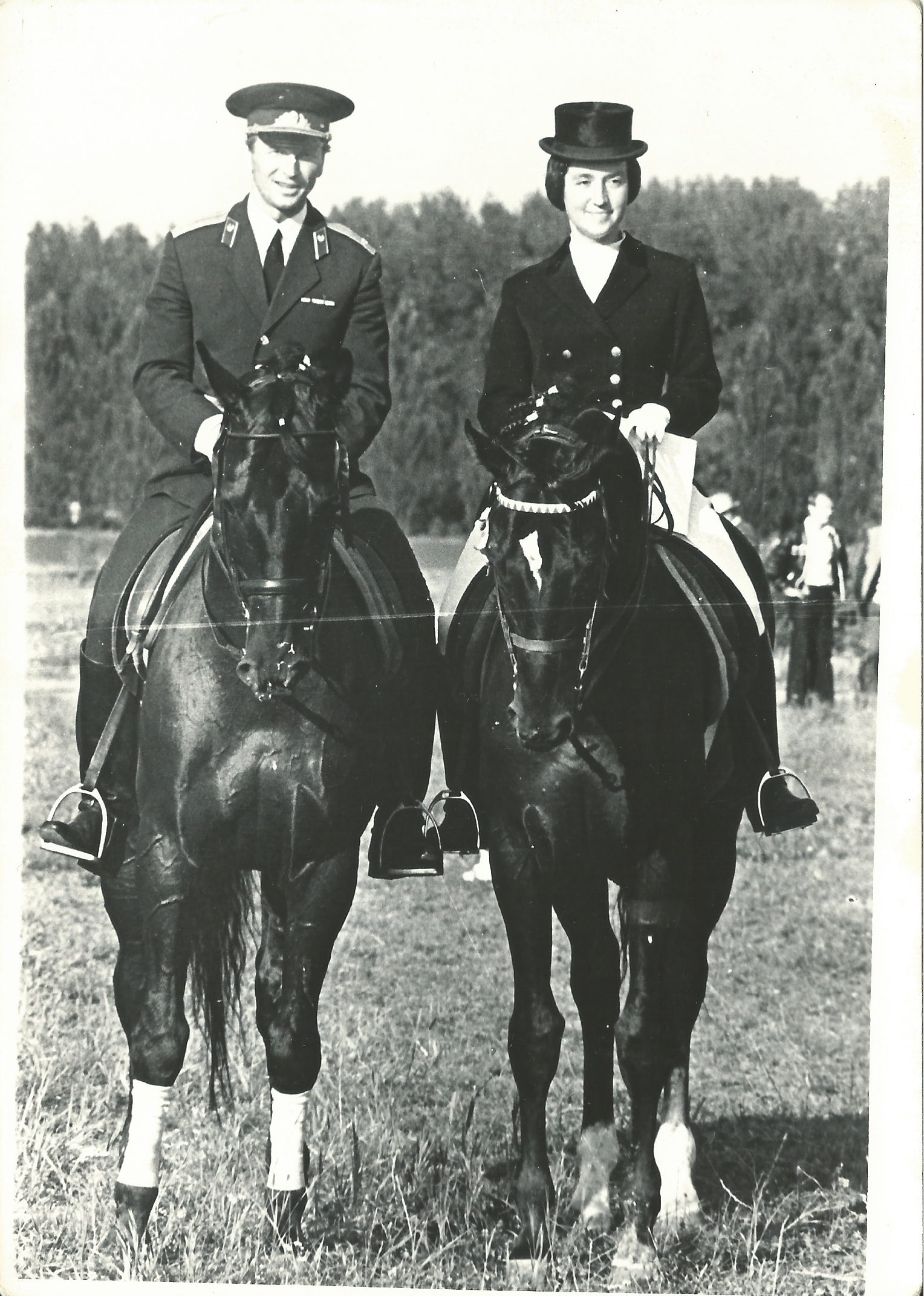
Petuschkowa nach einer Siegerehrung

Grabskulptur von Petuschkowa auf dem Friedhof Trojekurowo in Moskau

Jelena Petuschkowa gehörte von 1964 bis 1987 der sowjetischen Dressurmannschaft an. Während dieser Zeit errang sie bei den Olympischen Sommerspielen 1968 in Mexiko-Stadt die Silbermedaille im Mannschaftswettbewerb. Vier Jahre später bei den Olympischen Sommerspielen 1972 in München wurde sie mit dem sowjetischen Team Olympiasiegerin in der Mannschaftskonkurrenz. Bei diesen Spielen belegte sie außerdem im Einzelwettbewerb den zweiten Rang.
1970 gewann sie bei den Weltmeisterschaften in Aachen sowohl in der Einzelwertung als auch mit der Mannschaft die Goldmedaille. Bei Europameisterschaften errang sie 1973 eine Silbermedaille im Einzel sowie in den Jahren 1971, 1973 und 1979 jeweils die Silbermedaille und 1965, 1967, 1969 und 1985 die Bronzemedaille mit der Mannschaft. Darüber hinaus war sie dreizehnfache sowjetische Meisterin im Dressurreiten. Ihr Trakehner-Hengst Pepel, den sie von 1964 bis 1977 ritt und mit dem sie nahezu alle ihre großen sportlichen Erfolge erreichte, galt in den 1970er Jahren als Ausnahmepferd und hat noch heute Legendenstatus im russischen Reitsport.
Jelena Petuschkowa übernahm nach dem Ende ihrer aktiven Laufbahn hochrangige Ämter in verschiedenen Sportorganisationen. So war sie von 1983 bis 1991 Vizepräsidentin des Nationalen Olympischen Komitees der Sowjetunion, von 1996 bis 1999 Präsidentin des Russischen Reitsportverbandes und ab 1997 Nationaltrainerin der russischen Dressurmannschaft, sowie von 1995 bis 2004 Vorsitzende der Ländergruppe III (ehemalige Sowjetunion und Vorderasien) der Internationalen Reiterlichen Vereinigung (Fédération Équestre Internationale, FEI).
Neben ihrer sportlichen Karriere konnte Petuschkowa auch auf eine erfolgreiche Karriere als Wissenschaftlerin zurückblicken. Nach Abschluss der weiterführenden Schule mit Auszeichnung (Goldmedaille) 1957 besuchte sie die biologische Fakultät der Staatlichen Universität Moskau. Dort machte sie ihren Abschluss 1963, abermals mit Auszeichnung, und ging zum wissenschaftlichen Forschungsinstitut für Pharmazie und Medizin. Von 1966 bis 1976 war sie Junior-Forscherin und von 1976 bis 1991 Senior-Forscherin am Lehrstuhl für Biochemie der biologischen Fakultät der Staatlichen Universität Moskau. 1991 wurde Petuschkowa Senior-Forscherin am Institut für Biochemie der Russischen Akademie für Wissenschaften, wo sie bis 1997 arbeitete. Sie ist Autorin von mehr als 60 wissenschaftlichen Publikationen, sowohl in der Sowjetunion als auch international, und verfasste 1982 das Werk „Eine Einführung in die Kinetik enzymatischer Reaktionen“.
Jelena Petuschkowa war die geschiedene Ehefrau des Olympiasiegers von 1964 im Hochsprung Waleri Brumel.

## Ehrungen
Petuschkowa wurden folgende Orden verliehen:
- 1970: Orden am roten Band für besondere Verdienste
- 1972: Ehrenzeichen der Sowjetunion
- 1980: Orden der Völkerfreundschaft